# Euro-Américains
Les Euro-Américains (en anglais : European Americans) sont une catégorie du bureau du recensement des États-Unis regroupant les Américains d'ascendance européenne.
Le terme est souvent utilisé dans l'espace anglophone de façon interchangeable avec ceux de Caucasien (Caucasian American) ou Blanc américain (White American), qui représente un groupe ethnique plus large que les Euro-Américains et qui comprend notamment des Latinos. Cette catégorie ethnique, qui combine les descendants d'Euro-Américains avec d'autres groupes ethniques considérés comme étant Blancs américains, représente plus de 234,5 millions en 2020 soit plus de 70.75%. Les publications du gouvernement américain désignent presque toujours les membres s'identifiant dans ce groupe comme « blanc » (white).
Les Euro-Américains représentent environ 58,69 % de la population américaine en 2020 et 83 % des Blancs américains.

## Histoire

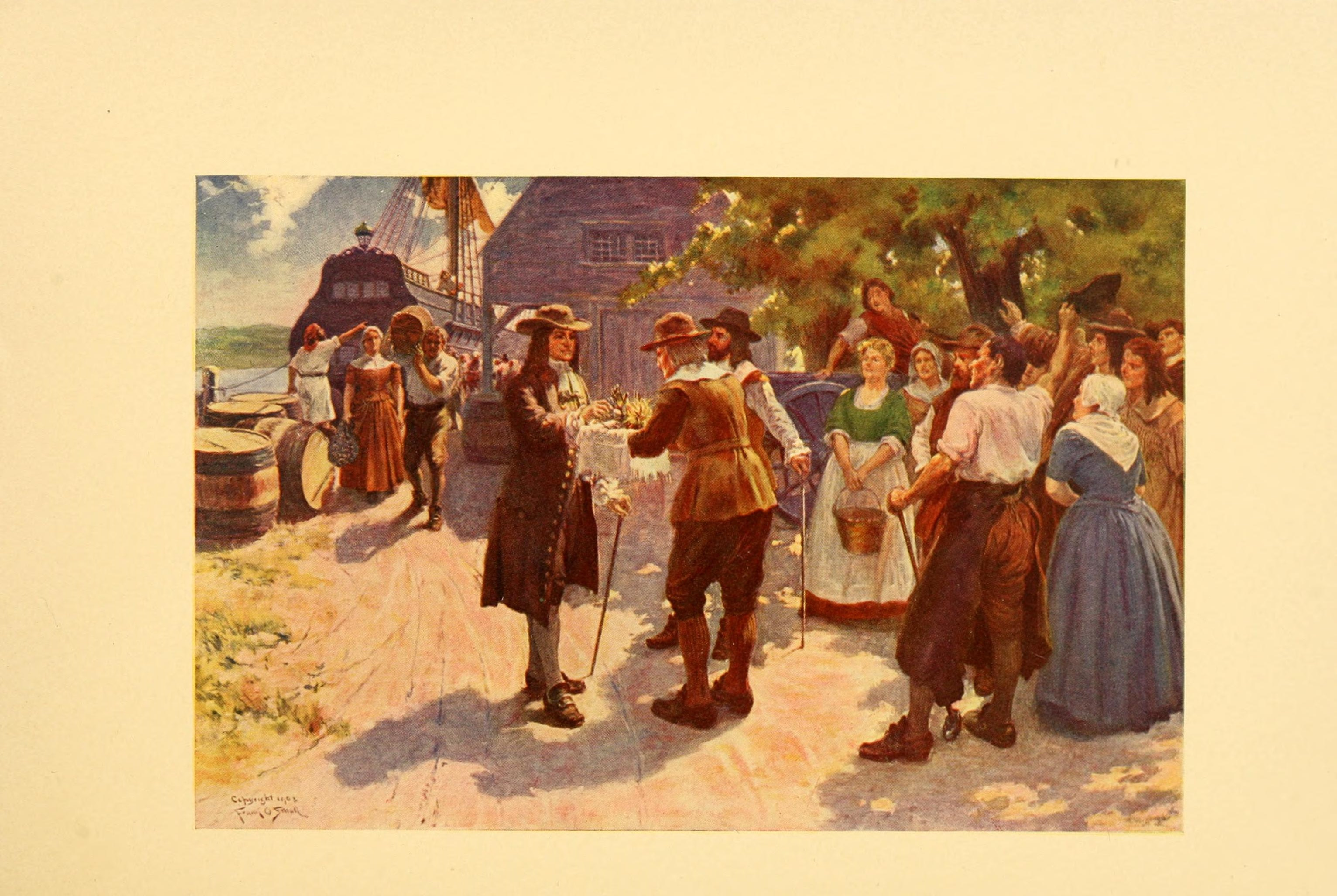
William Penn Euro-Américain fondateur de la ville de Philadelphie et de la Province de Pennsylvanie

Depuis 1607, 57 millions d’immigrés sont venus aux États-Unis en provenance des États européens. Parmi eux, 10 millions de personnes finissent par quitter les États-Unis pour rejoindre un autre pays ou retourner dans leur État d’origine, laissant un gain net d'environ 47 millions d’Européens qui finissent par rester aux États-Unis.

### Évolution tangible
Avant 1881, la grande majorité des immigrants européens, soit plus de 86 % d’entre eux, étaient originaires du nord-ouest de l'Europe, principalement de Grande-Bretagne, d’Irlande, d'Allemagne et de Scandinavie. Il s’agit de la « vieille immigration ».

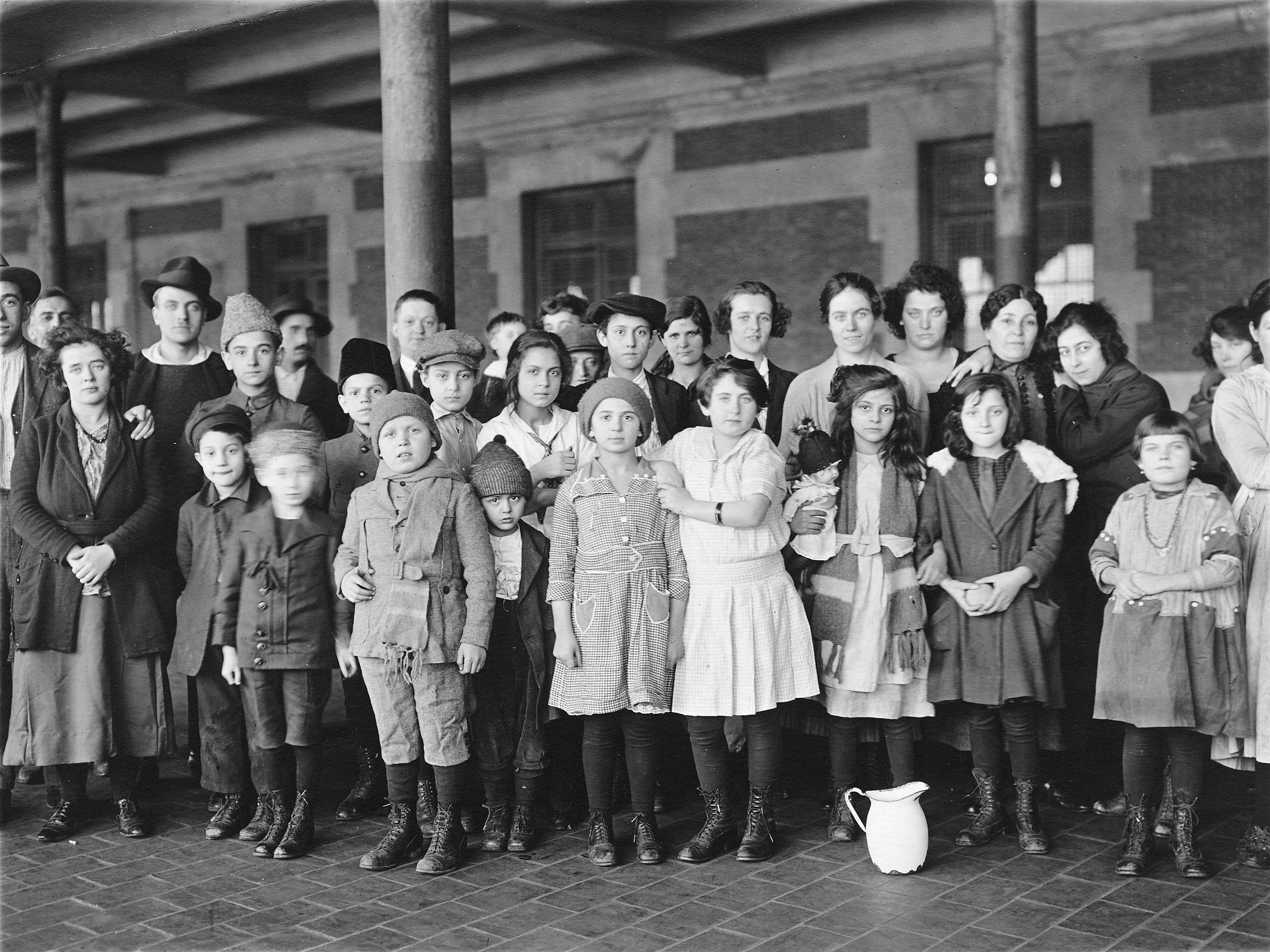
Immigrants Euro-Américains à Ellis Island (New York) en 1908

Puis entre 1881 et 1893, l’origine des émigrants a changé. Il s’agit de la "nouvelle immigration" américaine. Entre 1894 et 1914, les immigrants du sud, du centre et de l'est de l'Europe représentaient 69 % des émigrés européens. Avant 1960, l'écrasante majorité des émigrés continuait d’émaner du continent européen.
Après la Seconde Guerre mondiale, l'immigration européenne a commencé à décliner, en 2010 les Européens représentent seulement 12,1% du nombre d’émigrés,,,.

## Précision

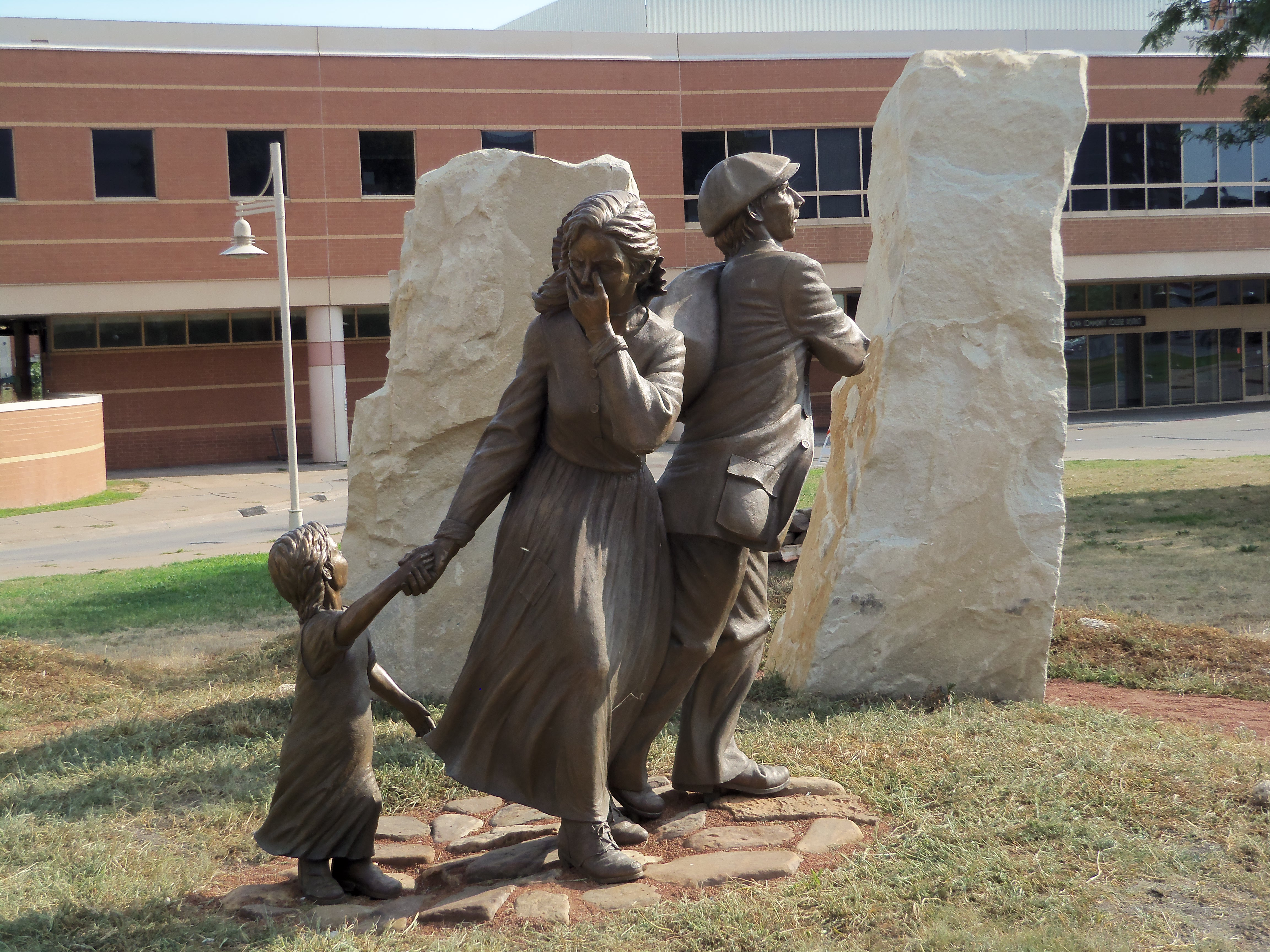
Mémorial dédié aux immigrants irlandais situés à Davenport, Iowa conçu par Lou Quaintance

De nombreux Euro-Américains s'identifient également comme faisant partie d'une communauté ethnique particulière comme celle des Irlando-Américains (Irish American) et des Italo-Américains (Italian American).
Par ailleurs, les frontières culturelles séparant les Blancs américains d'autres catégories raciales ou ethniques restent sujettes à polémique et constamment mouvantes. L'administration américaine distingue classiquement cinq catégories raciales : indienne, asiatique, afro-américaine, hawaïenne, blanche.

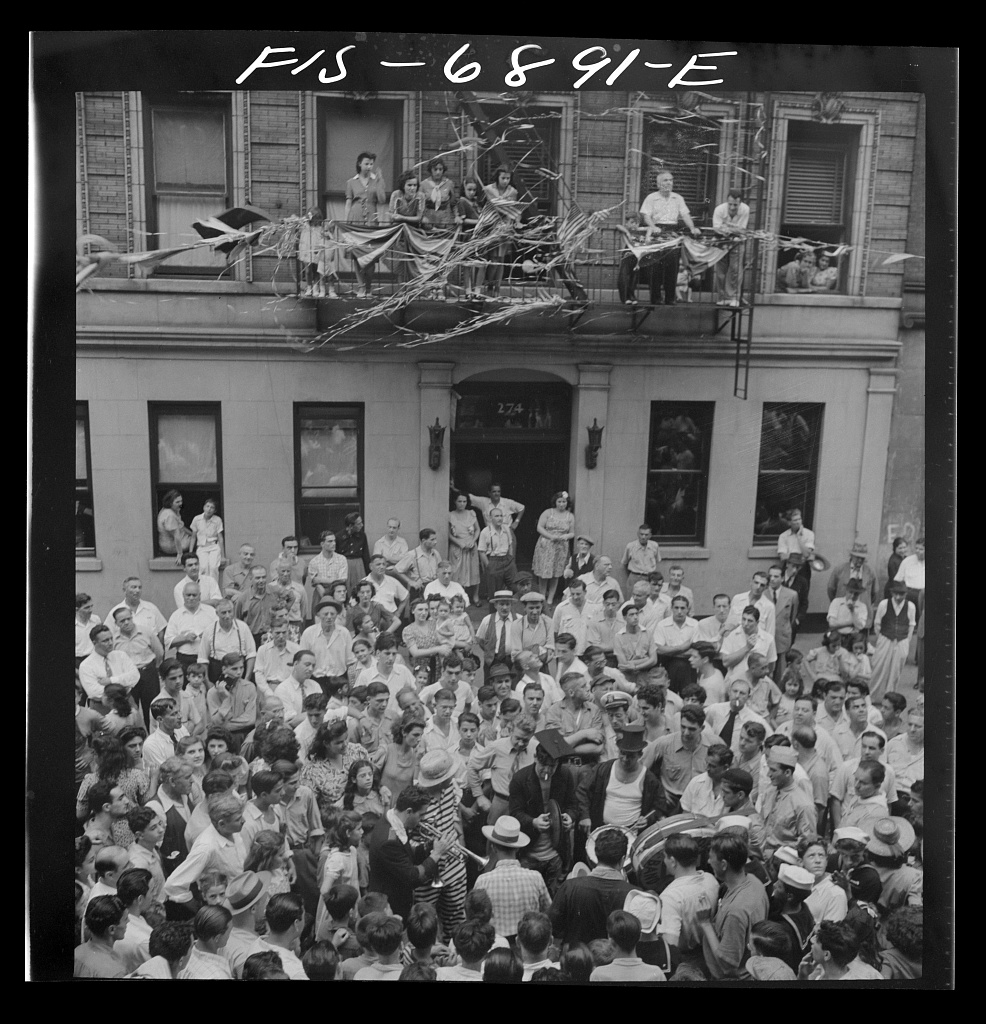
Des Italo-Américains sous la pluie assistant à un lever de drapeau en l'honneur des garçons du quartier qui servent l'armée

Les Hispaniques (Hispanic Americans) sont le plus souvent classés parmi les Blancs bien qu'ils n'aient pas toujours une ascendance européenne à l'inverse des Hispano-Américains. Quelquefois, le Bureau du recensement des États-Unis parle de la catégorie des Blancs non-hispaniques, en excluant les Hispaniques mais aussi, de façon plus surprenante, les Hispano-Américains, pourtant physiquement blancs.

## Niveau de vie
Au début du XXIe siècle, les Euro-Américains font partie de la catégorie américaine la moins pauvre. Ils possèdent le meilleur revenu médian par foyer, et le meilleur revenu par individu ainsi que le second niveau d'éducation le plus élevé des États-Unis, derrière les Asio-Américains. Ces données doivent cependant prendre en compte le fait que les Asio-Américains représentent seulement 4,3 % de la population américaine. Parmi les Américains considérés ou s'identifiant comme « Blancs », les Juifs américains (Jewish Americans) et les Arabes américains arrivaient premier pour le revenu par foyer, par individu et niveau d'éducation. Les Américains nés à Cuba (native-born Cuban Americans) avaient également un revenu médian et un niveau d'éducation supérieurs à ceux des « Blancs » non hispaniques. En 2005, un foyer de « blancs » non hispaniques avait un revenu médian par foyer de 48 977 dollars, soit 10,3 % au-dessus de la médiane nationale de 44 389 $. Les Blancs américains se situaient 3 points de pourcentage au-dessus de l'indicateur de pauvreté américain avec seulement 8,6 % d'individus « blancs » vivant sous le seuil de pauvreté.
En 2003, près d'un tiers des Euro-Américains possédaient un baccalauréat, et le niveau d'éducation était supérieur parmi ceux nés en dehors des États-Unis. De plus, 37,6 % des immigrés « blancs » et 29,7 % des résidents « blancs » nés aux États-Unis possédaient un diplôme universitaire. Ces deux chiffres étaient supérieurs à la moyenne nationale de 27,2 %.

## Démographie

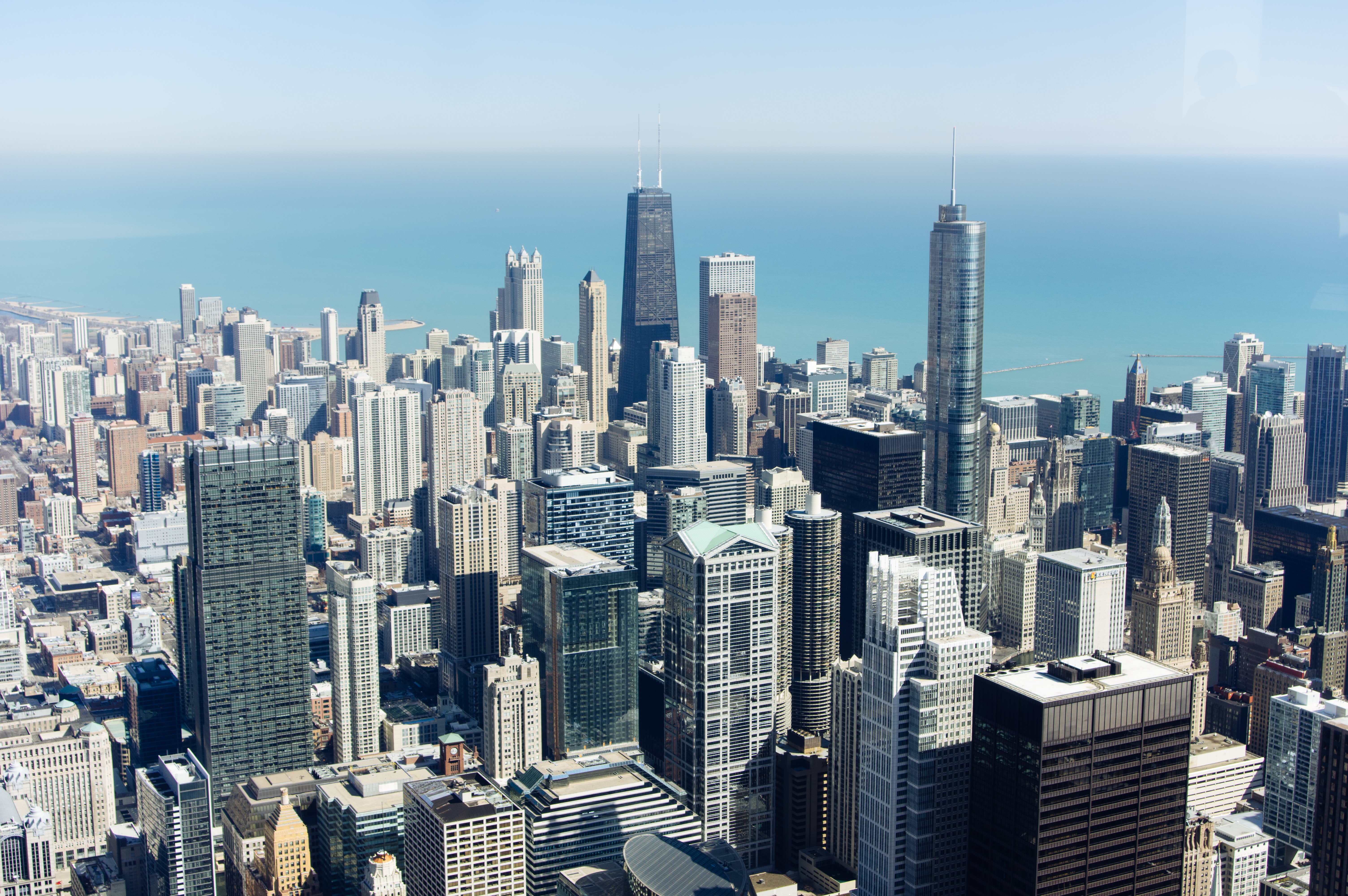
La zone métropolitaine de Chicago est la seconde aire qui abrite la plus grande population Euro-Américaine des États-Unis après New York.

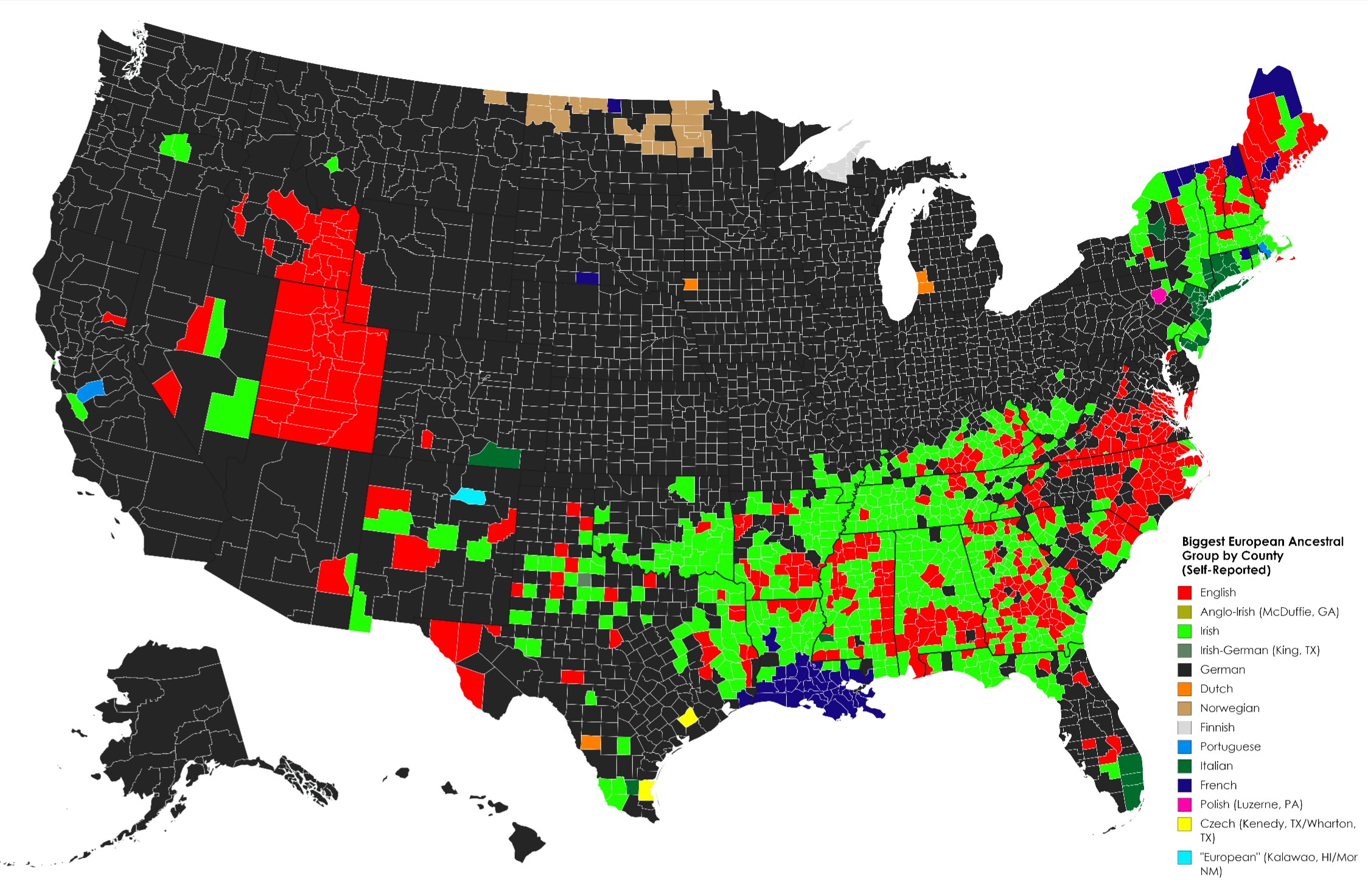
Pourcentage d'Euro-Américains par comté en 2017.

### Évolution historique
D'après les noms enregistrés lors du recensement américain de 1790, les historiens estiment que les Germano-Américains constituaient près de 9% de la population blanche aux États-Unis.
- 1776
  - Euro-Américains : 80%
  - Afro-Américains : 10%
  - Amérindiens : 10%
- 1820
  - Euro-Américains : 80%
  - Afro-Américains : 10%
  - Amérindiens : 5%
  - Latino-Américains : 5%
- 1840
  - Euro-Américains : 80%
  - Afro-Américains : 10%
  - Amérindiens : 2%
  - Latino-Américains : 5%
  - Asiatiques : 3%

### Proportion des sous-groupes Euro-Américains par rapport à la population totale des Américains d'origine Européenne
D'après le Bureau du recensement des États-Unis, les Germano-Américains (20,7 %), les Irlando-Américains (15,6 %), les Anglo-Américains (14,3 %),,forment ensemble plus de (50,6 %)  de la population blanche d'origine européenne.
Cette forte proportion d'Européens du Nord-Ouest a ainsi permis de donner naissance à la notion de White Anglo-Saxon Protestant, abrégé par l'acronyme WASP et pouvant se traduire en français par « protestant anglo-saxon blanc », ce groupe de migrant protestant d'Europe du Nord-Ouest, va forger, consolider la pensée et le mode de vie de la nation américaine.

### Proportion des sous-groupes Euro-Américains par rapport à la population totale des États-Unis
| Groupe                    | Population  | % d'Euro-Américains |
| ------------------------- | ----------- | ------------------- |
| Germano-Américains        | 40 363 511  | 12,17               |
| Irlando-Américains        | 30 352 567  | 9,15                |
| Anglo-américain           | 28 007 550  | 8,45                |
| Américains                | 20 071 406  | 6,05                |
| Italo-Américains          | 16 146 739  | 4,87                |
| Franco-Américains         | 9 110 838   | 2,74                |
| Polono-Américains         | 8 969 530   | 2,70                |
| Européens                 | 6 917 802   | 2,0                 |
| Scotto-Américains         | 5 131 171   | 1,54                |
| Norvégo-Américains        | 4 295 923   | 1,29                |
| Hollando-Américains       | 3 577 936   | 1,07                |
| Suédo-Américains          | 3 536 320   | 1,06                |
| Scotto-Irlando-Américains | 2 924 654   | 0.88                |
| Russo-Américains          | 2 432 733   | 0,73                |
| Gallo-Américains          | 1 851 256   | 0,55                |
| Luso-Américains           | 1 371 153   | 0,41                |
| Hongro-Américains         | 1 323 336   | 0,39                |
| Tchéco-Américains         | 1 294 789   | 0,39                |
| Gréco-Américains          | 1 247 142   | 0,37                |
| Dano-Américains           | 1 215 809   | 0,36                |
| Ukraino-Américains        | 1 009 874   | 0,30                |
| Helvético-Américains      | 905 079     | 0,27                |
| Slovaque                  | 654 150     | 0,19                |
| Lituano-Américains        | 632 169     | 0,19                |
| Total                     | 196 410 677 | 58,69               |

#### Proportion des Euro-Américains par régions

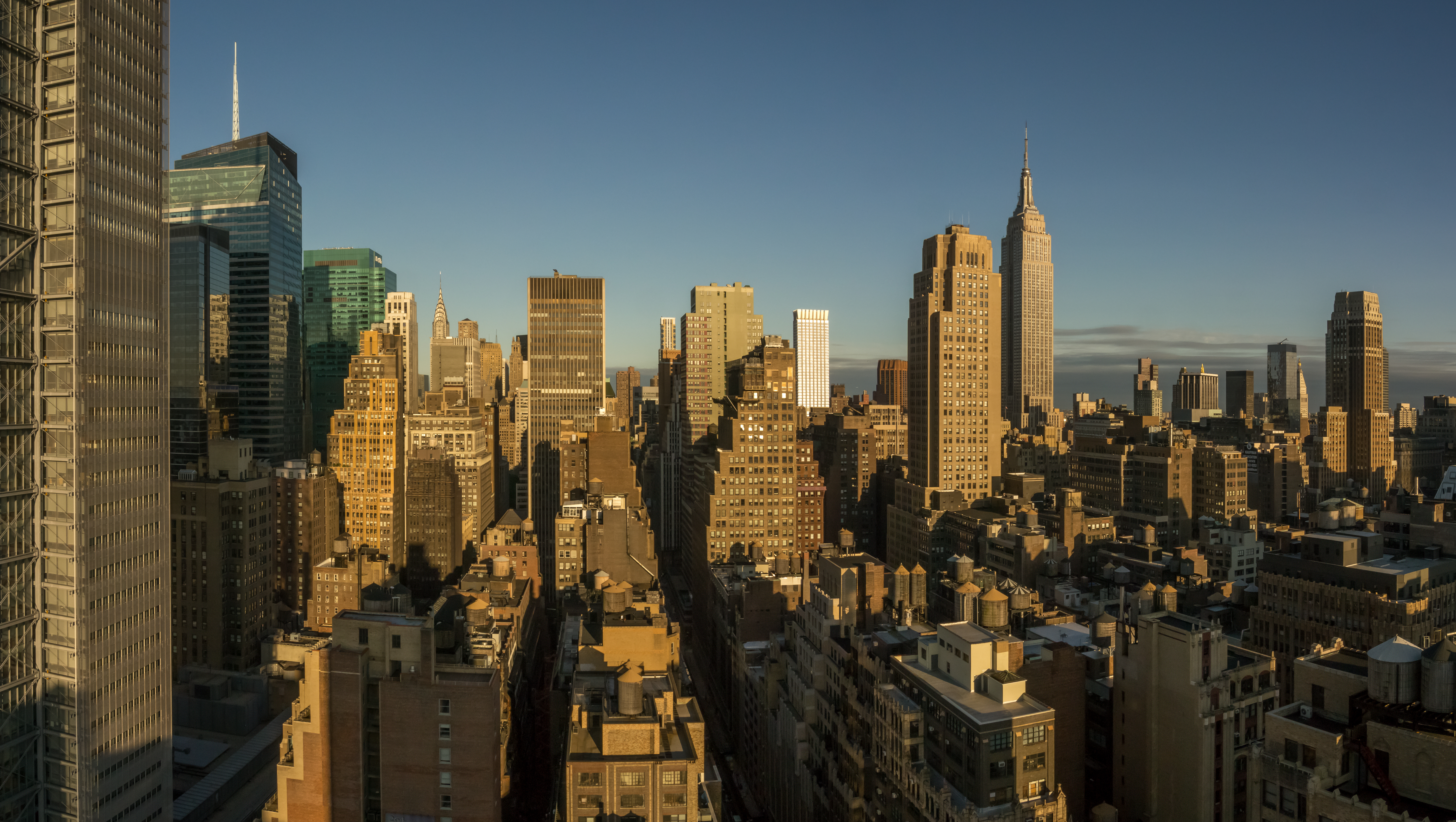
New York skyline

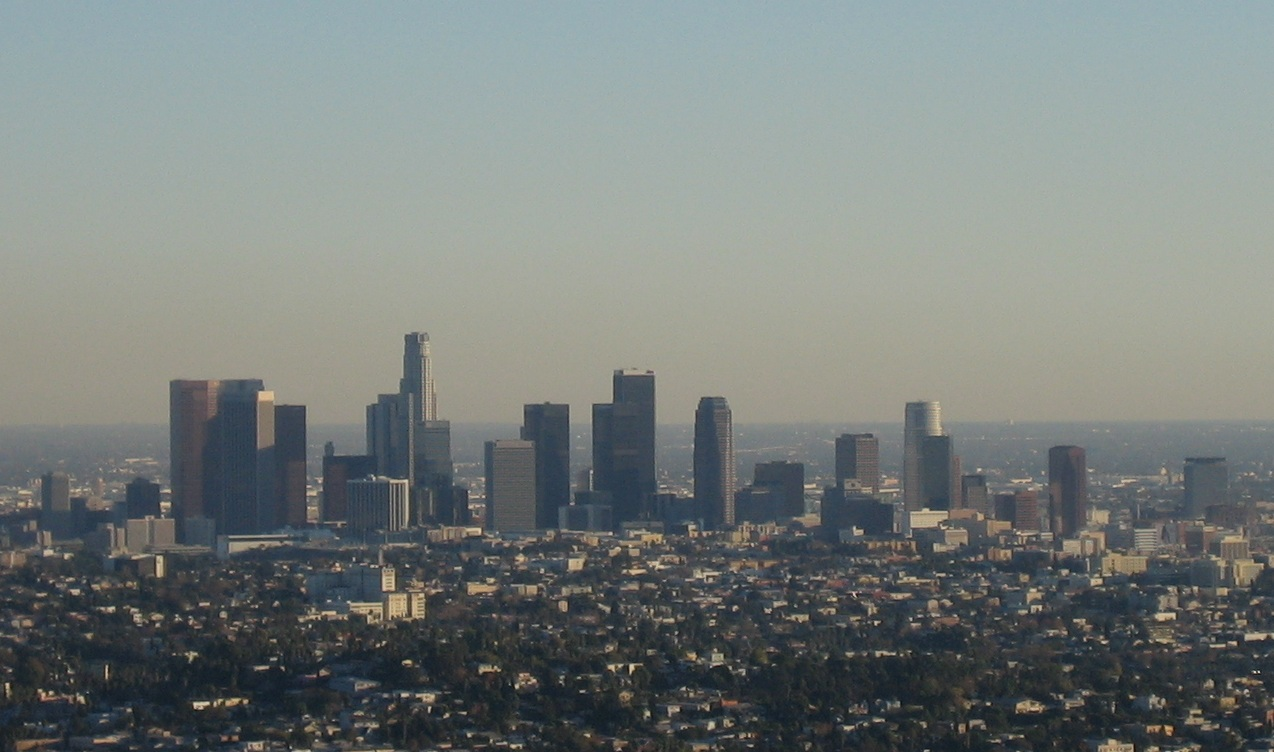
Los Angeles skyline

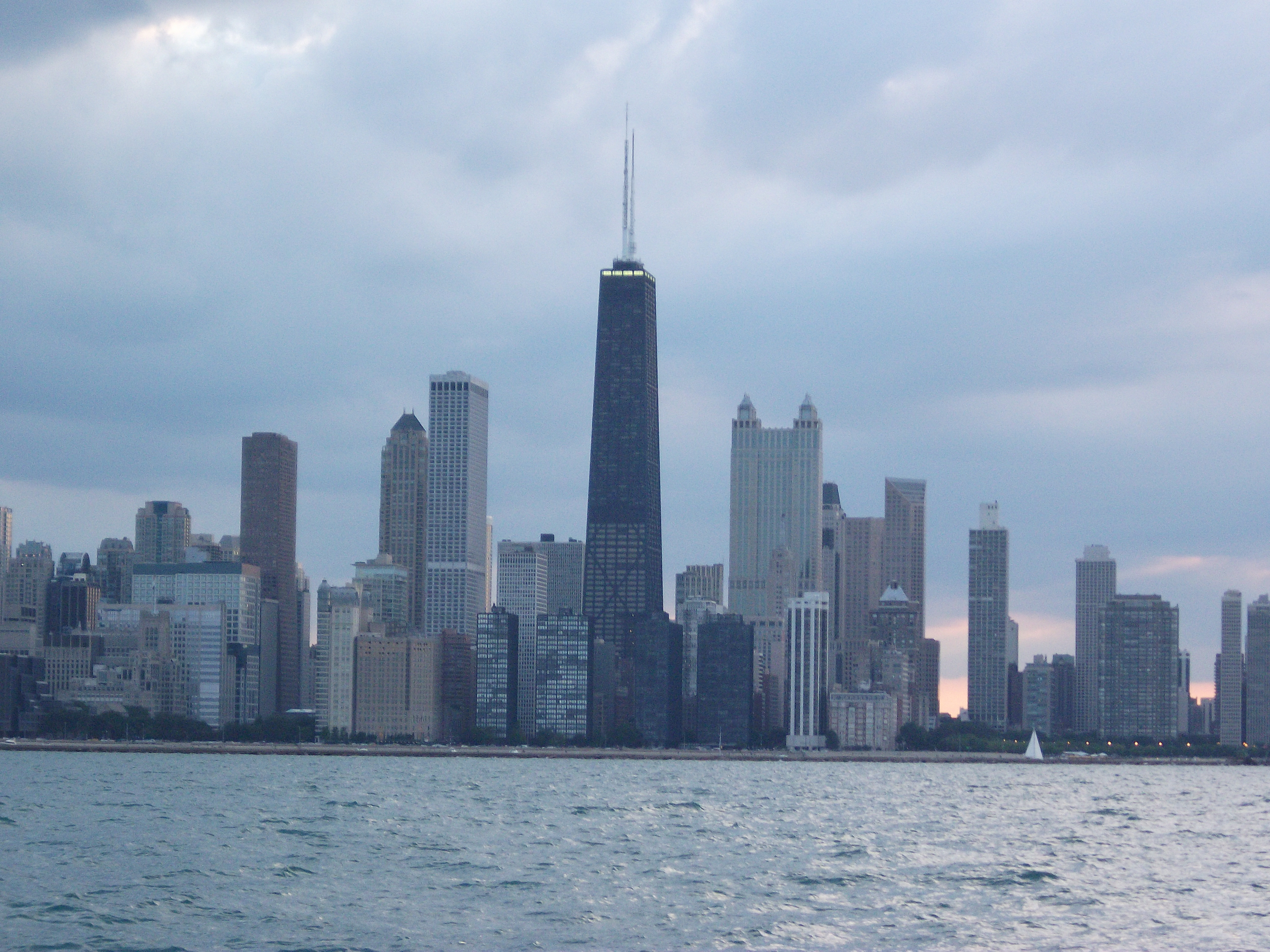
Chicago Skyline

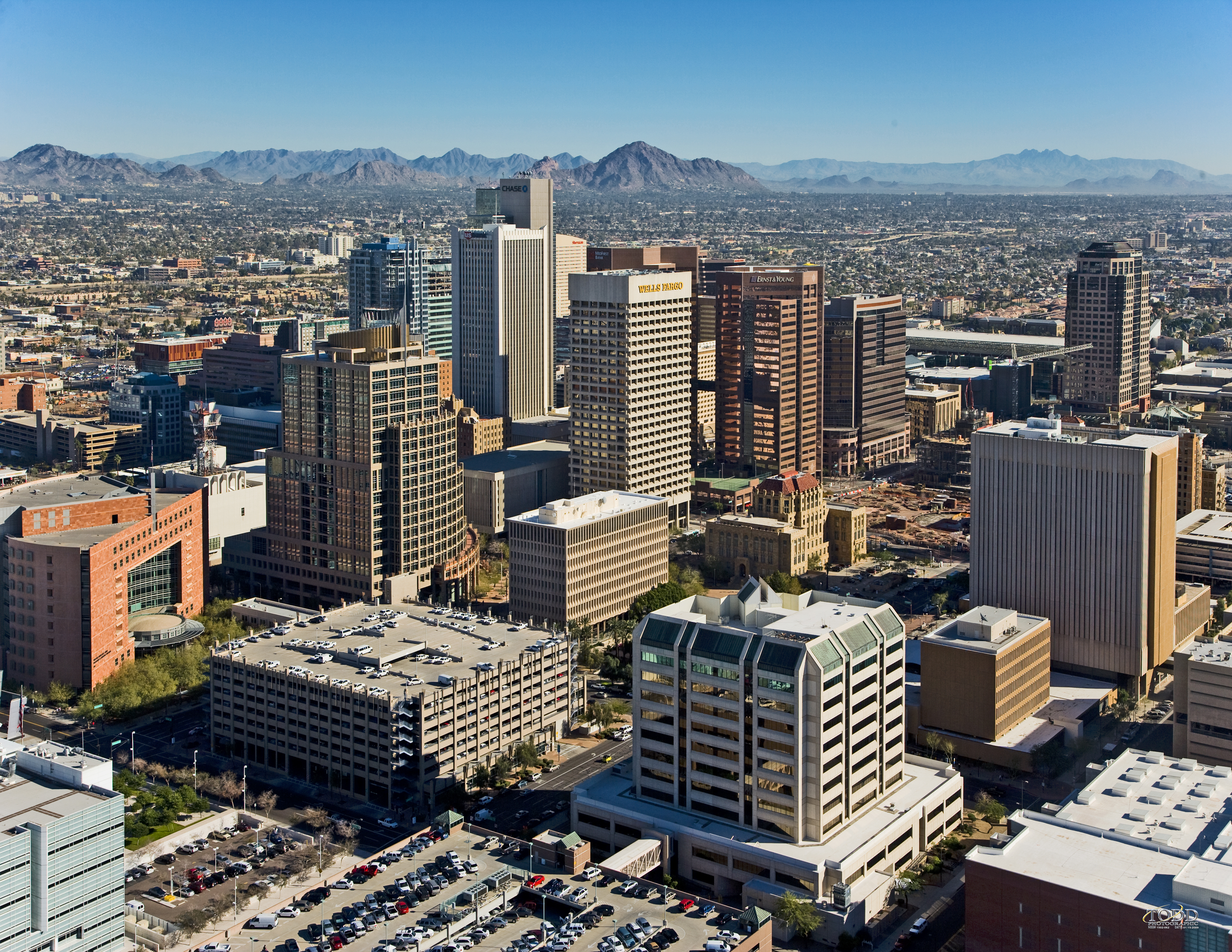
Phoenix Skyline

| Pop. 2020 | 2020       | %     |     |
| --------- | ---------- | ----- | --- |
| Ouest     | 38,769,932 | 51.4% | N/A |
| Midwest   | 50,082,552 | 72.5% | N/A |
| Sud       | 68,393,435 | 54.1% | N/A |
| Nord-Est  | 35,752,998 | 62%   | N/A |

,

#### Villes avec le plus grand nombre d'Euro-Américains
| Métropole   | Pop. 2020 | % 2020 |
| ----------- | --------- | ------ |
| New York    | 2,808,536 | 31.9%  |
| Los Angeles | 1,111,142 | 28.5%  |
| Chicago     | 914,547   | 33,3%  |
| Phoenix     | 678,634   | 42.2%  |
| San Diego   | 586,672   | 42.3%  |

## Influence sur la société américaine
En tant que composante la plus importante de la population américaine, les Européens du Nord-Ouest influencent profondément la culture américaine cela dès l’indépendance du pays et la constitution des treize États. Ainsi, la langue nationale de la nation est facto l’anglais, le territoire des treize États faisait partie de l'Empire britannique avant leur indépendance, et même le système judiciaire était influencé par celui de l'Angleterre.
Aussi, les colons irlandais, allemands et écossais qui apportent leur culture en raison de leur nombre assez important dès la constitution des colonies et même après l’indépendance des treize États un flux continuel perdurera jusqu’à la Seconde Guerre mondiale.
C'est pourquoi la culture et l’identité américaines, qui nassent après l’indépendance et se maintiennent jusqu’à la période contemporaine ont, pour origine principale la culture européenne.

### Architecture

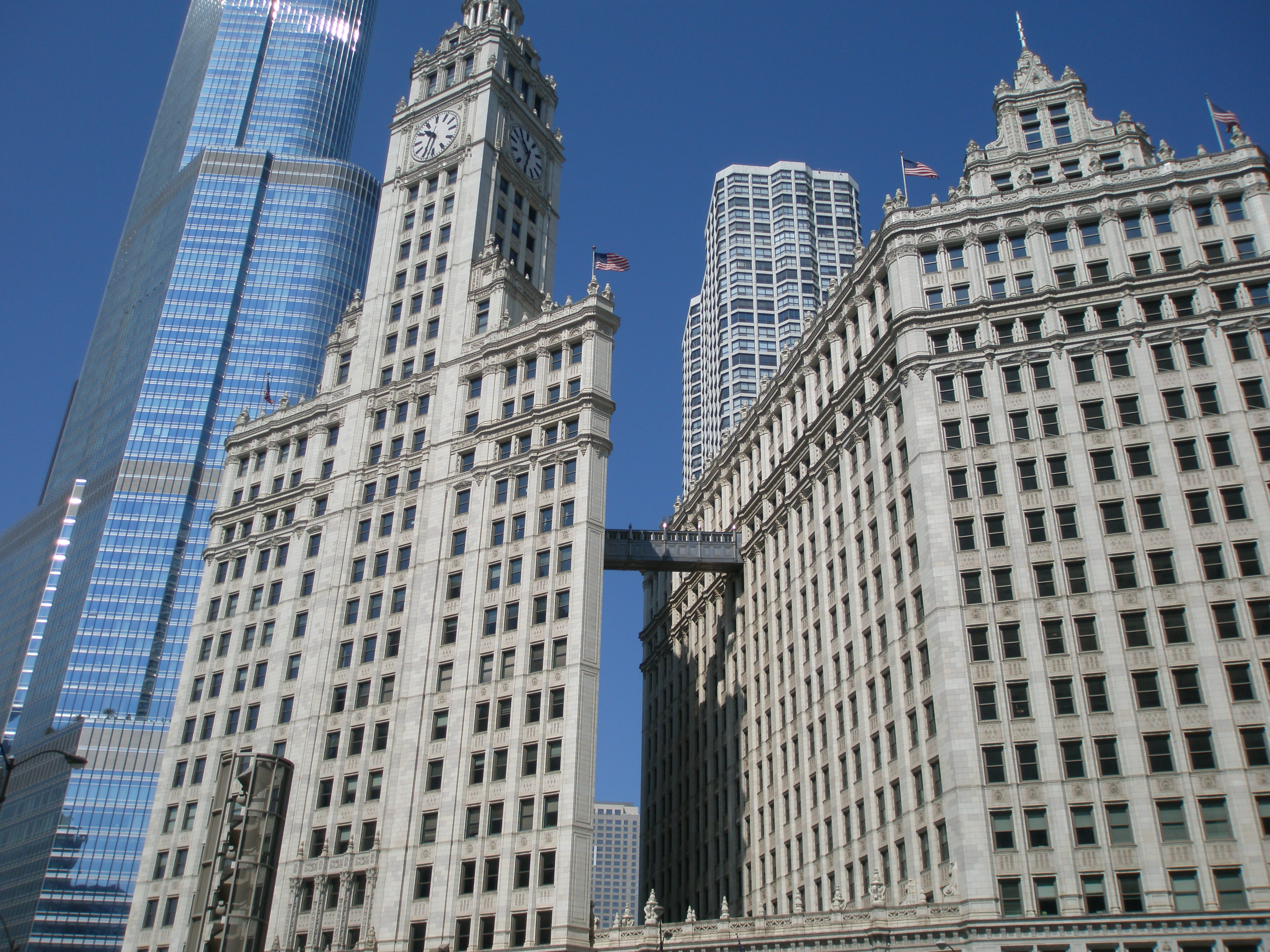
Des bâtiments au Magnificent Mile, Chicago, Illinois

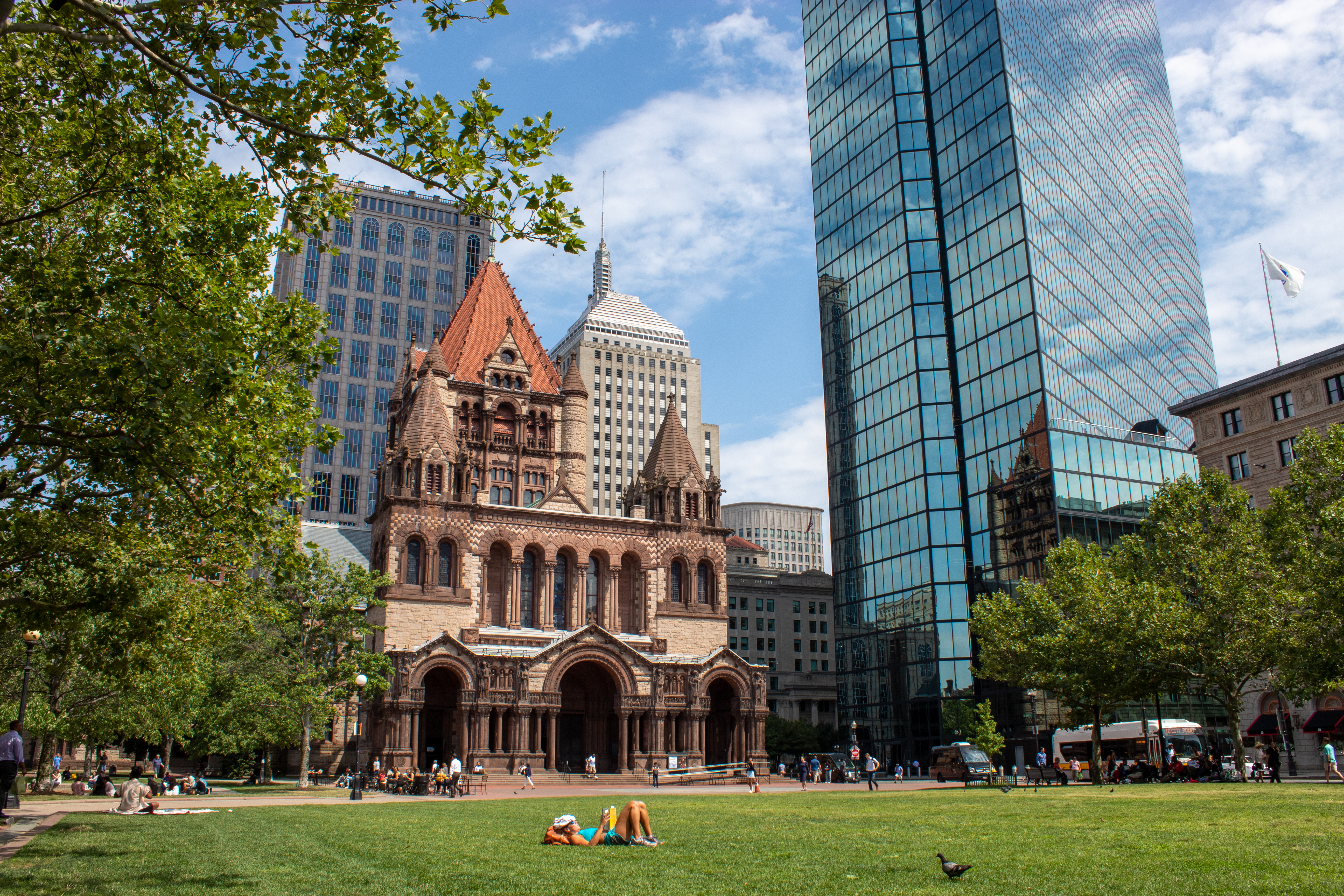
Eglise Trinity au style Roman à Boston achevée en 1877

Les premiers Anglais (arrivés en colonisateurs depuis la fin du XVIe siècle dans les États du Nord-Est des États-Unis) et leurs descendants ont laissé des traces dans la civilisation américaine, notamment en important leurs styles d'architecture. Lors de la colonisation britannique de la côte atlantique, le bois et la brique sont omniprésents. Les constructions des nouvelles villes en Nouvelle-Angleterre prennent en compte les règles européennes traditionnelles avec une organisation des villes autour de la cathédrale et des lieux de pouvoirs.
Aussi le plan en damier est très utilisé pour la fondation de ville, ce plan émane des cités antiques ou des bastides au Moyen Âge,.
Après l’indépendance des Treize Colonies, les treize nouveaux États voulaient s’éloigner de l’architecture européenne afin de consolider leur indépendance culturelle.
Toutefois, un lien tend à subsister avec l’architecture européenne notamment avec le mouvement Art déco, en raison des vagues migratoires européennes continues entre le XVIIIe siècle et le début du XXe siècle.
Après la Seconde Guerre mondiale, l’architecture américaine est marquée par le classicisme, qui tend à définir, à certifier cette identité américaine mais de facto dérive des différents mouvements architecturaux européens.

### Gastronomie

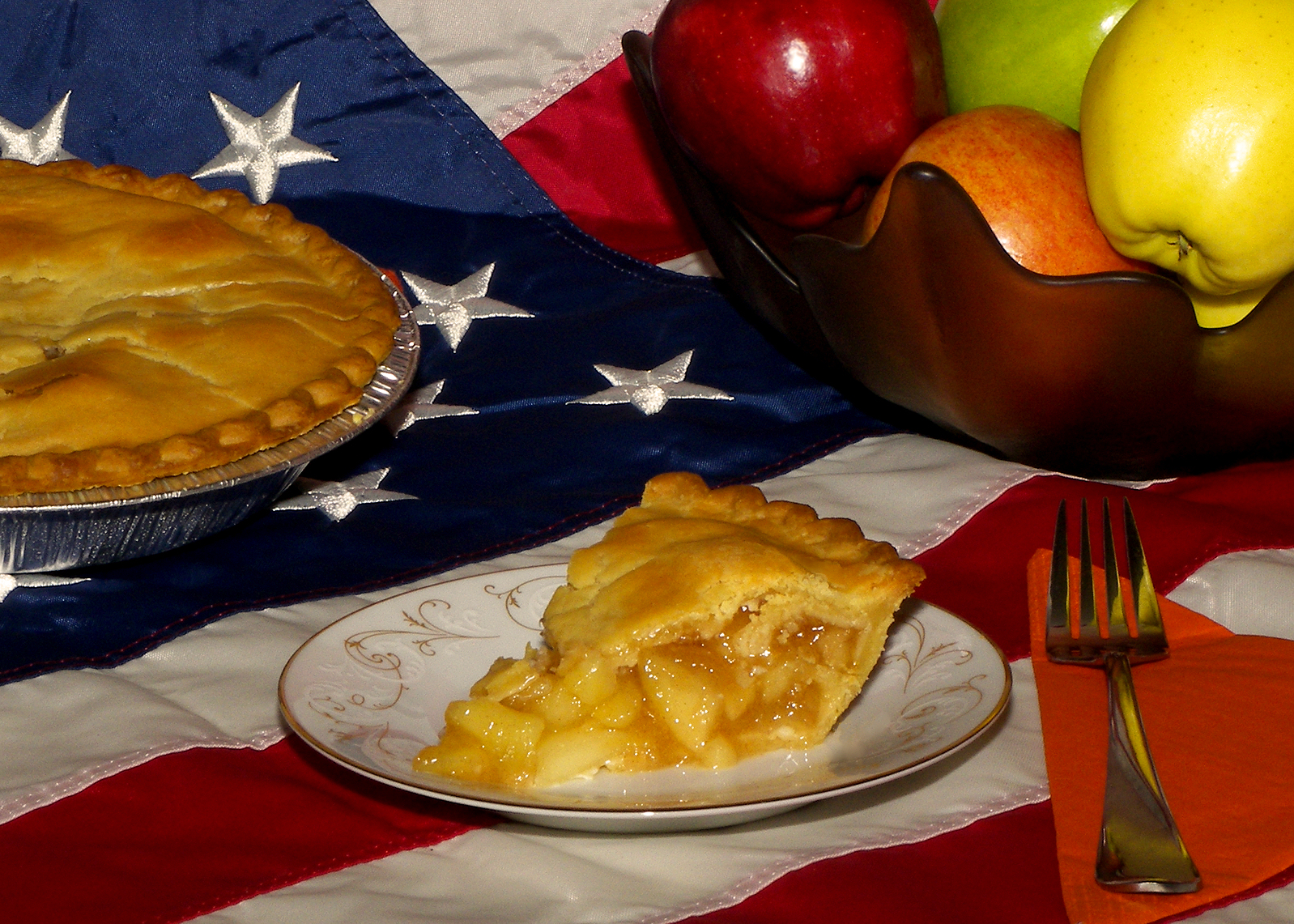
La Apple Pie américaine

La cuisine américaine est incontestablement héritière des traditions culinaires européennes importées par les immigrants, ainsi la graisse de porc fumé est une tradition culinaire amenée par les Anglais et les Néerlandais.
Dans le Nord-Est, les Anglais amènent avec eux le pudding et la crème anglaise. Des pains locaux se créent comme l’Andama, le Blueberry Muffin et le Rhode Island Johny Cake.
Lors de la conquête de l’Ouest, les pionniers allemands, anglais, et polonais dans le Midwest "importent" le pain rustique, le ragout etc.

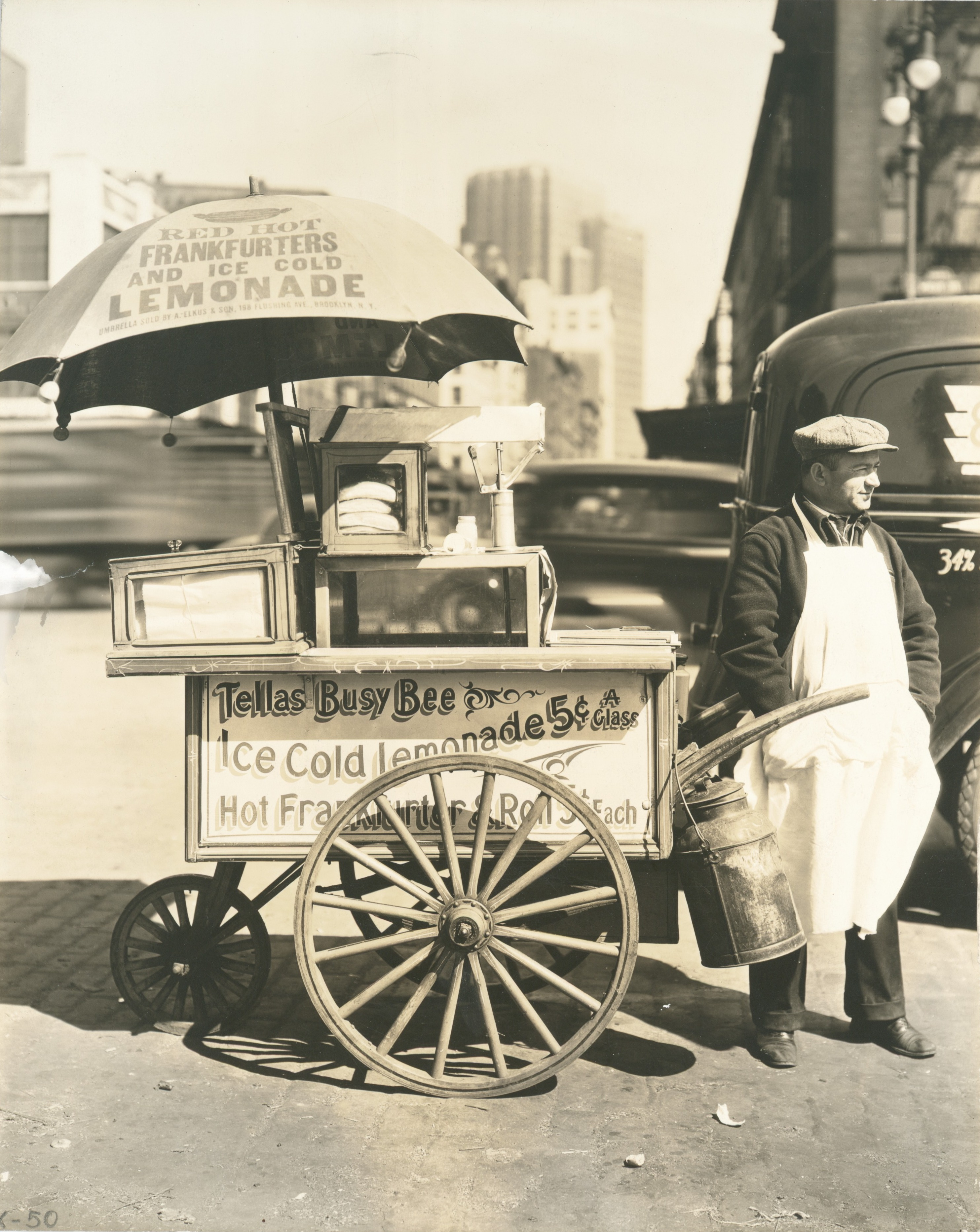
Vendeur de hot Dog à New York; Manhattan en 1936

Dans les grandes plaines plus à l’ouest, les migrants russes utilisent des ingrédients locaux des plats indiens et les mélangent à leurs traditions culinaires. Vont naître ainsi les plats comme l'hominy, qui se compose de maïs concassé et de la bouillie, ou encore le jerky, composé de morceau de bisons épicés.
La côte nord pacifique dans ce qui est aujourd’hui l’État de Washington voit débarquer au début du XIXe siècle des pommes amenées par la compagnie maritime Hudson’s Bay. C’est le début de la production de ces fruits dans cette région.
Du côté de la Californie, dès la fin du XIXe siècle les Irlandais et les Suédois apportent leurs crêpes, les célèbres bars à huitre ouvrent. Quant aux Italiens, ils introduisent le cioppino, mélangé à des crabes ou encore des calamars frits.

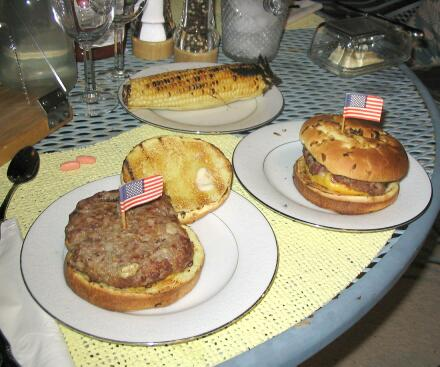
Des hamburgers lors de la fête de juillet

La façon de manger à l’américaine n'a eu de cesse de s’exporter comme le fait de manger de la viande entre deux tranches de pain. On peut ainsi parler du fameux hamburger, inventé par les migrants allemands. Dans la même famille culinaire, toujours importée par les précédents, il y a les hot-dog. Cette façon de manger s’adapte parfaitement à la façon de vivre des pionniers, peu sédentaires à l'origine et ne cessant de se déplacer.